# 湯本昭南
湯本 昭南（ゆもと しょうなん、1942年2月20日 - 2022年4月10日）は、日本の言語学者。
専門は日本語学、とくに語彙論。東京外国語大学教授を経て共立女子短期大学教授。東京外国語大学名誉教授。言語学研究会の事務局長を長く務めた。

## 略歴
1970年、東京外国語大学外国語学部 助手。1994年4月、東京外国語大学外国語学部 教授。
2003年3月、東京外国語大学を定年退職。2003年6月、東京外国語大学名誉教授。

## 論文

### 雑誌
- 湯本昭南（著）、東京外国語大学（編）「あわせ名詞の意味記述をめぐって」『東京外国語大学論集』第27号、東京外国語大学、1977年、31-46頁、ISSN 0493-4342、NAID 110001074329、OCLC 5175471880、国立国会図書館書誌ID:1749787。（再録：松本泰丈編1978『日本語研究の方法』むぎ書房、斎藤倫明・石井正彦 編1997『日本語研究資料集』 13巻《語構成》ひつじ書房)
- 湯本昭南（著）、至文堂（編）「借用--漢語、外来語」『国文学 : 解釈と鑑賞』第70巻第1号、ぎょうせい、2005年1月、6-16頁、ISSN 0386-9911、NAID 40006536909、OCLC 5173606084、国立国会図書館書誌ID:7180610。
- ゆもとしょうなん 著「和語のかながき前史」、日本のローマ字社 編『ことばと文字』 14巻《地球時代の日本語と文字を考える》、くろしお出版、2021年4月7日。ISBN 978-4-87424-049-6。

## 書籍等刊行物
- 湯本昭南「あわせ名詞の構造-n+nタイプの和語名詞の場合-」『言語の研究』、むぎ書房、1979年、NAID 10004098265。
- 湯本昭南 著「『語彙的な意味のあり方』再読1」、言語学研究会 編『ことばの科学 : 言語学研究会の論文集』 12巻《奥田靖雄追悼号続編》、むぎ書房、2009年3月。ISBN 978-4-8384-0131-4。

### 共編著
- 湯本昭南、桜井雅人、馬場彰 編『松田徳一郎教授還暦記念論文集』研究社、1993年9月。doi:10.11501/13606401。ISBN 4-7674-0505-X。